# Sophie Vilhelmine af Slesvig-Holsten-Gottorp og Sverige
Sofia "Sophie" Wilhelmina Katarina Maria Lovisa Charlotta Anna af Sverige-Finland,, (født 21. maj 1801 på Stockholms Slot, død 6. juli 1865 i Karlsruhe) var en svensk prinsesse, der blev storhertuginde af Baden. Gennem sin far tilhørte hun fyrstehuset Slesvig-Holsten-Gottorp.

## Forældre
Sophie Vilhelmine var datter af Sveriges afsatte kongepar Gustav 4. Adolf (1778–1837) og Frederikke af Baden (1781–1826), der selv var datter af arveprins Karl Ludvig af Baden (1755–1801).

## Ægteskab og traktat om tronfølgen
Sophie Vilhelmine giftede sig den 25. juli 1819 i Karlsruhe med sin slægtning den senere storhertug Leopold af Baden (1790–1852). Leopold af Baden var søn af Louise Caroline von Hochberg (født Geyer von Geyersberg) (1767–1820) og markgreve (senere storhertug) Karl Frederik af Baden (1728–1811). 
Da Leopold af Badens forældre levede i et morganatisk ægteskab havde han ikke arveret til tronen. Den dynastiske linje af slægten var imidlertid ved at uddø. Derfor blev Leopold gradvis indsat som tronfølger i tiden omkring 1818, og hans to yngre brødre fik også arveret.
Det internationale problem var, at Bayern og Østrig havde fået lovning på dele af Baden under Wienerkongressen i 1814–1815. De uafklarede arveforhold kunne føre til en arvefølgekrig eller til, at Baden blev opløst som stat. 
Først afstod Baden et lille område til Bayern. Den 10. juli 1819 anerkendte stormagterne (Østrig, Preussen, Rusland, Storbritannien og Frankrig) Leopold af Baden som tronfølger. Bayern og Baden skrev også under på traktaten.
Dynastisk set var Leopold af Badens arveret stadig tvivlsom, men to uger efter traktatens underskrivelse giftede Leopold sig med Sophie af Sverige. Hun var af kongeligt svensk og dansk blod på fædrene side, og hun tilhørte Badens regerende hus på mødrende side. Dermed sikrede Leopold sig den dynastiske arveret.

## Børn
Leopold og Sophie fik otte børn:
- Alexandrine (1820-1904), gift 1842 med Hertug Ernst 2. af Sachsen-Coburg og Gotha. De fik ingen børn.
- Ludvig (1822-1822)
- Ludvig 2. af Baden (1824-1858), storhertug af Baden 1852-1856. Var sindssyg og blev afsat. Hans yngre bror (og den næste storhertug) Frederik var regent.
- Frederik 1. af Baden (1826-1907), storhertug af Baden 1856-1907, gift 1856 med Louise af Preussen.
- Vilhelm (1829-1897), gift 1863 med Maria af Leuchtenberg, forældre til Max af Baden, der var tysk rigskansler i 1918.
- Karl, prins af Baden (1832-1906), gift morganatisk med Rosalie von Beust.
- Marie Amelie (1834-1899), gift 1858 med fyrst Ernst af Leiningen
- Cecilie (1839-1891), gift 1857 med storfyrst Mikael Nikolajevitj af Rusland.

## Storhertuginde af Baden
Sofie var Badens storhertuginde i 1830–1852; derefter var hun enkestorhertuginde. Hendes forgænger var Stéphanie de Beauharnais (1811–1818) (Stéphanie døde i 1860), og hendes efterfølger var Louise af Preussen (1856–1907).